# Daniela Dodean
Daniela Dodean (ur. 13 stycznia 1988 w Aradzie) – rumuńska tenisistka stołowa, mistrzyni Europy.
Największym sukcesem zawodniczki jest występ w mistrzostwach Europy w Stuttgarcie w 2009, gdzie w parze z Elizabetą Samarą w turnieju gry podwójnej kobiet zdobyła złoty medal. Rok później, w Ostrawie, zdobyła srebrny medal wraz z drużyną. W 2011 wywalczyła srebro w parze z Elizabetą Samarą oraz kolejny raz zdobyła drużynowe wicemistrzostwo Europy.